# Taeniogyrus dunedinensis
Taeniogyrus dunedinensis är en sjögurkeart som först beskrevs av Parker 1881.  Taeniogyrus dunedinensis ingår i släktet Taeniogyrus och familjen Chiridotidae. Inga underarter finns listade i Catalogue of Life.